# Druhá bitva o Charkov
Druhá bitva o Charkov bylo střetnutí Rudé armády a Wehrmachtu na východní frontě druhé světové války ve dnech 12. až 28. května 1942, které skončilo vítězstvím Německa.

## Průběh

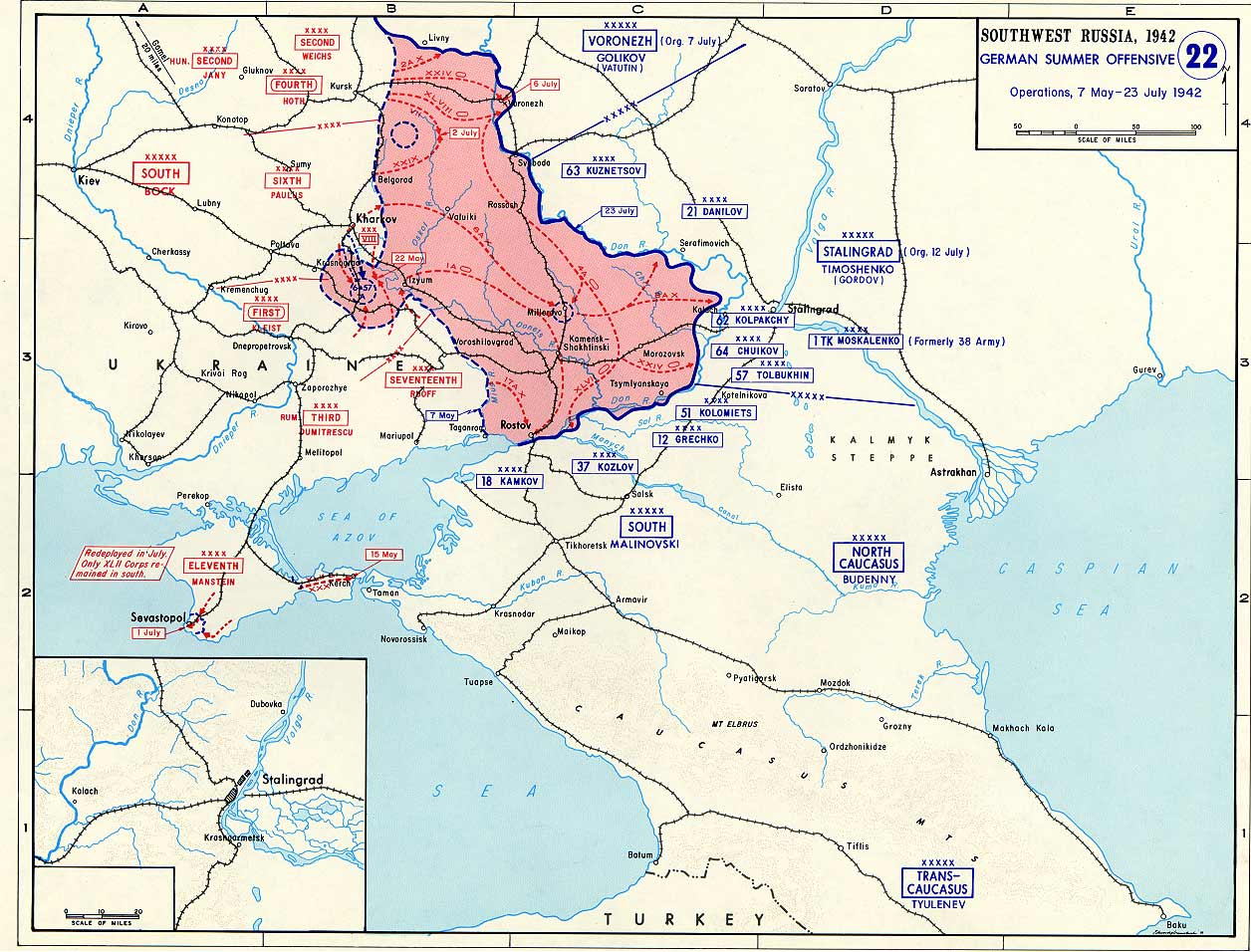
Letní tažení německé armády v roce 1942

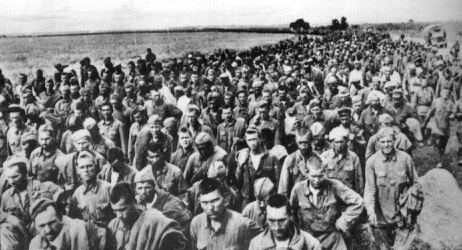
Sovětští zajatci u Charkova

Po úspěšném zimním protiútoku v bitvě u Moskvy byly značně vyčerpány síly Rudé armády. Proto docházelo k dalšímu doplňování stavů vojsk a sovětské vrchní velení plánovalo na rok 1942 strategickou ofenzívu, o níž byl přesvědčen zejména Stalin. Od tohoto úmyslu ho však zrazovali sovětští generálové Boris Šapošnikov, Semjon Timošenko a Georgij Žukov, kteří obhajovali obrannou strategii, protože si byli vědomi toho, že Rudá armáda není ještě zcela připravena na to, aby zvládla tak masivní útok, a to jak po stránce počtu vojáků, tak po stránce vybavení, logistiky a kvality výcviku.
Od jara probíhaly mezi německými a sovětskými jednotkami střety, které měly vyvrcholit ofenzívou v okolí Charkova, Zde se soustředily mohutné sovětské síly, které byly vybaveny množstvím nových tanků T-34. Němci však byli o pohybech Rudé armády informováni a začali podnikat protiopatření. Mimo to se Wehrmacht připravoval na letní tažení, které mělo skončit dobytím naftových polí u Kaspického moře a obsazením Stalingradu.
Sovětský útok na německé pozice začal 12. května 1942 v 6:30 hodin ráno, útok pozemních vojsk začal o hodinu později. Rudá armáda však narazila na silný odpor nepřítele, který podnikal protiútoky. Sověti se nedostali dále, než maximálně do hloubky 10 km německé obrany. Dělali chyby v průzkumu, jejich útoky byly Němcům předem čitelné. Přesto se podařilo Rudé armádě dosáhnout několika dílčích úspěchů a za pomoci tanků způsobit Němcům velké ztráty. 15. a 16. května dosáhly sovětské úspěchy vrcholu, ovšem sovětským velitelům se podařilo nakupit značné množství chyb, takže zůstaly nevyužity. 17. května se karta obrátila a na sovětské pozice začali útočit Němci. 18. května již byla situace sovětských vojsk tak špatná, že byly zastaveny útoky a jednotky přešly do obrany. Sovětští velitelé po Stalinovi požadovali stažení vojsk z ohrožených míst, ale ten jakékoliv stažení odmítl. Na intervenci Žukova později Stalin dovolil stažení a přeskupení některých jednotek, ale to už bylo pozdě. 24. května pronikly německé jednotky k Charkovu a obklíčily zde velké uskupení sovětských vojsk. Rudá armáda se pokoušela obklíčení prolomit, ovšem německé manévry a útoky Luftwaffe jí to znemožnily. Zajato bylo přes 170 tisíc sovětských vojáků a Němcům se otevřely dveře k letnímu tažení na Stalingrad a Kavkaz.